# Oberea infragrisea
Oberea infragrisea är en skalbaggsart som beskrevs av Stefan von Breuning 1978. Oberea infragrisea ingår i släktet Oberea och familjen långhorningar.
Artens utbredningsområde är Nigeria. Inga underarter finns listade i Catalogue of Life.